# Punte

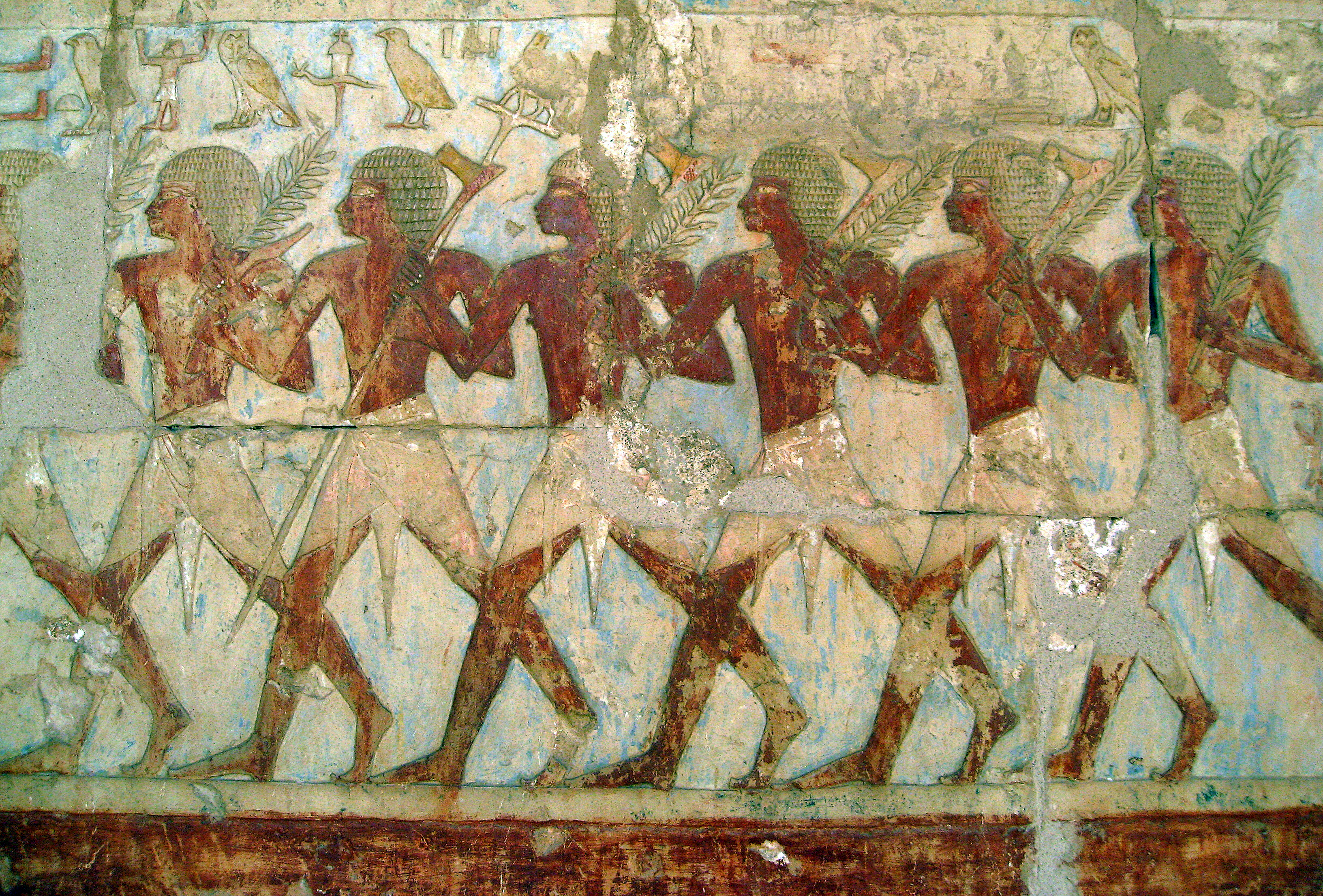
Soldados egípcios da expedição de Hatexepsute à Terra de Punte. Tempo de Deir Elbari

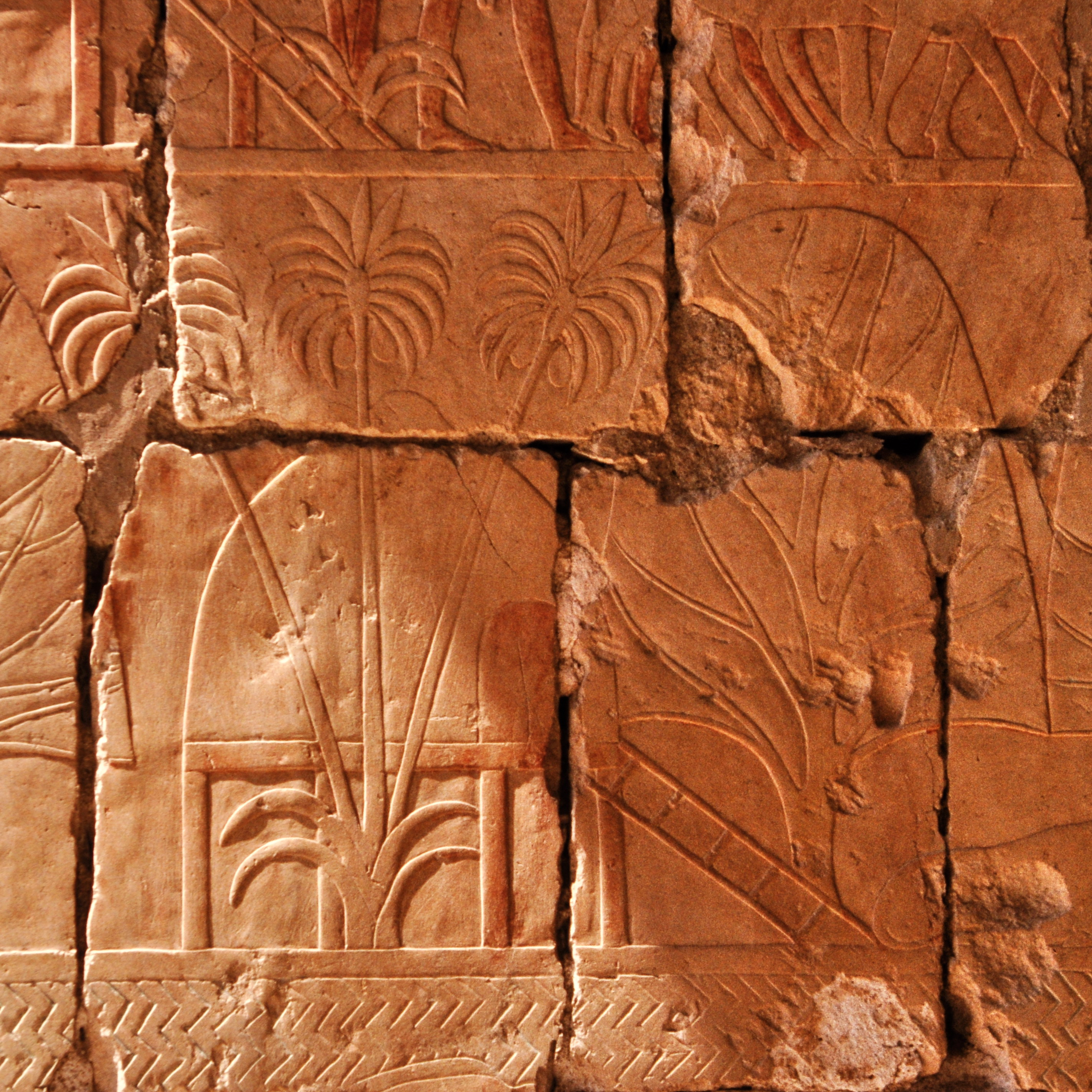
Relevo que mostra árvores de incenso e mirra obtidas pela expedição de Hatexepsute a Punte

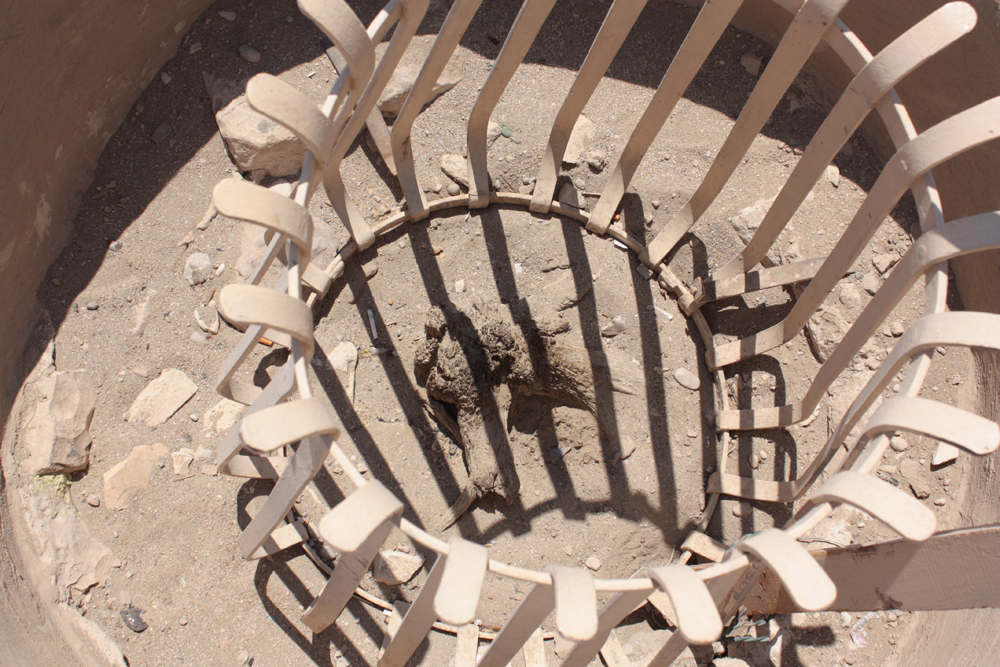
Árvore frente ao Templo de Hatexepsute, dita originária da Terra de Punte, trazida pela expedição de Hatexepsute representada no templo

Punte ou Reino de Punte era o nome que os antigos egípcios davam a uma região da África Oriental cuja localização não foi até ao momento identificada. De acordo com as várias hipóteses, pode ter correspondido ao que é hoje a Somália, a parte da Etiópia, ao sul da Núbia ou até mesmo ao Omã. Em algumas obras em língua portuguesa o nome desta terra aparece traduzido como "Ponto" em vez de "Punte", mas tal tradução é incorreta, visto que o Reino do Ponto refere-se ao Ponto Euxino no Mar Negro, local que não foi visitado pelos Egípcios.

## Comércio
Desta terra os Egípcios obtinham vários produtos, como o marfim, o ouro, a mirra, o ébano, as plumas, os animais exóticos e os perfumes. 
O Punte foi visitado pelos egípcios desde as épocas mais recuadas da sua história. Um baixo-relevo da época da IV dinastia retrata um natural de Punte na companhia de um filho de Khufu (Quéops). Na época da V dinastia conhece-se uma expedição do rei Sefrés à região. 
Contudo, a expedição mais conhecida foi ordenada pela rainha Hatexepsute (Império Novo), no nono ano do seu reinado, encontrando-se representada em baixos-relevos do templo de Deir Elbari. Liderada por Neesi, a expedição era composta por cinco barcos. Os habitantes do Punte são apresentados vivendo em cabanas às quais se acedia através de uma escada, possivelmente para evitar os ataques de animais selvagens. O rei do Punte, Pa-Rahu, aparece representado com uma barba pontiaguda, e a sua esposa, Iti, como formas estranhas, possivelmente resultado de obesidade ou de uma doença conhecida como elefantíase. Depois de carregarem os barcos com os bens da terra, retornaram ao Egito onde foram acolhidos pela rainha em Tebas. As árvores de incenso trazidas foram plantadas pela rainha no seu templo.
Conhece-se outra importante expedição ao Punte no tempo de Ramessés III, documentada no Papiro Harris I. Esta expedição terá partido da Mesopotâmia, descendo os barcos pelo rio Eufrates até atingirem o mar. A partir daqui contornaram a Península Arábica até alcançar o Punte.